# Palaquium xanthochymum
Palaquium xanthochymum là một loài thực vật có hoa trong họ Hồng xiêm. Loài này được (de Vriese) Pierre ex Burck mô tả khoa học đầu tiên năm 1885.